# 聖若瑟小學

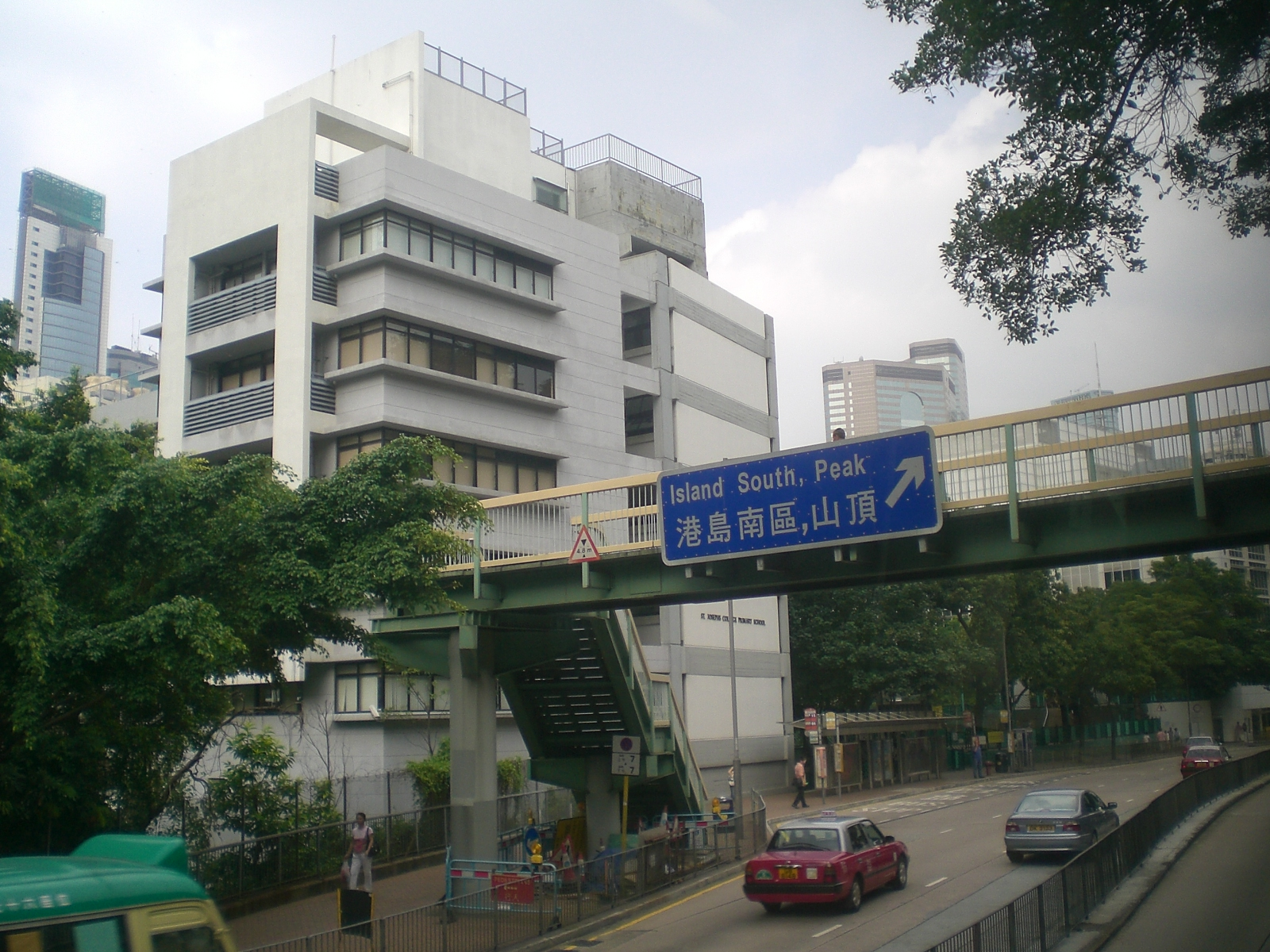
校舍西南面

聖若瑟小學（英語：Saint Joseph's Primary School）是一間位於香港灣仔摩理臣山的天主教全日制資助男性小學，由喇沙修士會營辦，直屬中學為聖若瑟書院，以英文授課，一至六年級各設五班。
聖若瑟小學位於12校網（灣仔），為全港11間免繳學費的津貼或官立英文小學之一。2024年起，小一派位學額為125人。聖若瑟書院每年為小學預留99個統一派位學額。

## 歷史
聖若瑟小學的前身為聖若瑟書院小學部，自20世紀初期即提供八年級（小五）及七年級（小六）課程。戰後，書院認為有需要成立一所直屬小學（feeder school），提供全面的小學教育，並為書院培訓人才。1967年，馬丁修士任聖若瑟書院小學部校長，並統籌聖若瑟小學建校工作。
1968年，經教育司署撥出土地，並蒙政府撥款及書院舊生捐助，位於灣仔活道48號的校舍建成，12月17日由教育司簡乃傑正式揭幕。聖若瑟小學開始提供六年制小學課程，設上午校（小四至六）及下午校（小一至三）。
早年，小學每級設八班，每班人數高達45人，期後每班標準人數逐步降至32人，2024學年起再降至25人。2013年起，小學轉為全日制，因校舍空間所限，每級減至五班。
2018年，慶祝五十週年金禧校慶，5月5日於伊利沙伯體育館舉行匯演，邀得陳奕迅、林海峰、梁釗峰、許廷鏗等舊生出席演出。
聖若瑟小學在學術、運動、朗誦及音樂等方面均有出色表現，體育及音樂隊伍各超過十隊，並連續31年贏得港島西區小學學界體育比賽總冠軍。

### 重建計劃
聖若瑟小學原計劃於2025年起重建，期間暫遷至黃大仙龍翔官立中學停辦後騰出的校舍，三年後遷回活道原址，現推遲至不早於2026年。工程建築圖則於2024年5月22日獲得屋宇署批准。工程造價預算逾4億港元，預計新校舍於2028年落成。
歷任校監
- 亞爾豐索修士（1977年–2012年，Bro. Alphonsus BREEN，兼任聖若瑟幼稚園校監）
- 譚敏儀（2012年–）

歷任校長
- 馬丁修士（1967年–1969年，Bro. Martin KELLEHER）
- 亞爾豐索修士 (1969年–1970年，Bro. Alphonsus BREEN）
- 老楞佐修士（1970年–1971年上午校，Bro. Lawrence KELLY）
- 祁培修士（1971年–1977年上午校，Bro. Gilbert PERRIER）
- 容英焯（1970年–1977年下午校、1977年–2002年上午校，現任辦學團體校董兼校董會司庫）
- Meau Chan Man Chu Amelia（1977年–1989年下午校）
- Lai Chiu Wing Yuen Susie（1989年–1991年下午校）
- Lo Kam Man Julita（1991年–1996年下午校）
- 梁賦鈿（1996年–2008年下午校，現任辦學團體校董）
- 譚敏儀（2002年–2010年上午校，現任校監）
- 梁彩燕（2008年–2013年下午校）
- 陳玉娥（2010年–2013年上午校、2013年–2019年，現任辦學團體校董）
- 何穎思（2019年–2025年）
- 林美琪（2025年-）

## 辦學宗旨
聖若瑟小學的辦學宗旨與聖若瑟書院相同。
小學的願景是接觸學生的心靈，讓學生將來善用他們在年幼時培養的才能和美德，接觸社會、國家、以至世上更多人的心靈。
小學的辦學宗旨是以信德和熱誠提供富有人文和基督宗教精神的教育，於有利學習和師生溝通的環境中，在道德、智能、體育、社交、藝術和情感各方面教導學生。小學相信成功的學生不止成績優異，更能富有美德地學習、思考和生活。
小學期望學生認識和接納自己與他人，認清自己所信的價值，並具備對社會和公益的關注和責任感。

## 校園
聖若瑟小學校舍是由聖若瑟書院舊生、建築師王澤生設計的粗獷主義建築，共有七層。

### 地下
洗手間、有蓋操場、露天操場、體育室、乒乓波房

### 一樓
有蓋操場、音樂室、藝術室、視聽室、洗手間

### 二樓
禮堂、輔導室、校長室、校務處、醫療室、校監室

### 三樓
1A–2A、課室、圖書館、教員室、洗手間

### 四樓
2B–3B課室、教員室

### 五樓
3C–4C課室、教員室、電腦室

### 六樓
4D–5D課室、教員室、TechPod

### 七樓（前聖若瑟幼稚園校舍）
5E–6E課室、教員室

## 聖若瑟幼稚園
聖若瑟幼稚園（英語：St. Joseph’s College Kindergarten）是喇沙修士會於香港唯一的幼稚園，校舍位於聖若瑟小學7樓，設有高（上午）、低（下午）兩年級各五班。因應聖若瑟小學於2012年開始由半日制改為全日制，聖若瑟幼稚園停辦，騰出課室供5E及六年級之用。

## 著名／傑出校友
- 陳智思，大紫荊勳賢 ，GBS，JP：前行政會議非官守議員召集人、港區全國人大代表； 亞洲金融集團主席兼總裁、亞洲保險有限公司主席
- 梁智鴻，大紫荊勳賢，GBS，OBE，JP：前行政會議成員、前醫院管理局主席、前香港大學校務委員會主席、前立法會內務委員會主席、前立法會議員（醫學界）（1950年小六）[11]
- 盧煜明教授，SBS，JP：香港中文大學校長；香港科學院院長；曾任香港中文大學醫學院副院長 、健康科學研究所主任；2001 年度世界傑出青年 、2000 年度香港十大傑出青年 ；「無創產前檢測之父」
- 陳奕迅：香港著名歌手、演員，香港演藝人協會副會長之一，被《時代雜誌》形容為影響香港樂壇風格的人物。
- 劉浩龍：香港男歌手，1997年無綫電視自辦的第一屆全球華人新秀歌唱大賽連摘金獎、最佳演繹及最具演藝潛質三個獎項。
- 許廷鏗：香港男歌手
- 陳瑞輝（Frankie）：組合MIRROR成員、舞蹈員
- 林家謙：香港曲詞編監唱全才型唱作歌手
- 鄧一君：前香港男藝人
- 林海峰：著名唱片騎師、歌手、節目主持、演員及導演
- 林曉峰：無綫電視男藝員，亞洲電視前部頭合約藝員、前商業電台雷霆881 DJ和電影演員。[註 1]（1983年畢業）
- 鄧兆尊：藝人
- 司徒瑞祈：藝人、多項香港游泳紀錄保持者
- 鍾國樑：現役香港水球代表、多項香港游泳紀錄保持者
- 鍾國鼎：前香港游泳代表
- 戴偉浚：足球員，曾效力英格蘭足球甲級聯賽球會貝利足球會，歷來第二位於英格蘭球壇獲得職業合約的香港球員，現效力於中國足球超級聯賽球會深圳
- 丁子高：前香港男歌手[12]
- 蕭徽勇：香港男藝人[13]（1990年畢業）
- 張學潤：香港著名形象設計師[14]
- 鄺兆昌：香港商業電台創作主管及著名唱片騎師
- 王宗堯：香港男演員[15]
- 梁家駒：香港著名法醫及牙醫、香港百年壽衣老店「梁津煥記」第五代後人
- Joe Junior：歌手、藝人
- 冼漢廸：中手游聯合創始人及副董事長
- 趙增熹：香港音樂人
- 林肯：香港無綫電視監製
- 龐輝：香港航海家、前紹榮鋼鐵高層、香港鋼鐵大王龐鼎元家族後人[16]
- 陳百祥：香港男藝人[17]
- 鍾鎮濤：香港男歌手[18]
- 陳志輝：香港中文大學逸夫書院前院長、香港中文大學市場學系教授
- 丁新豹：香港歷史學家（小五至小六）[19]
- 蔡浚文：香港大學助理教授、美國實驗心理學會院士
- 古勝祥：瑞興控股有限公司主席、香港中華總商會榮譽會長、第六、七、八、九屆全國政協委員（1932年起）[20]
- 胡寶星：香港上市公司恆基兆業及公司集團非執行董事
- 勞伯壎：聖神修院神哲學院教授、番禺會所華仁小學校監（1960年小六）[21]

## 外部連結
- 聖若瑟小學官方網頁 （页面存档备份，存于）
- 聖若瑟書院官方網頁 （页面存档备份，存于）
- 聖若瑟書院舊生會官方網頁 （页面存档备份，存于）
- 小學概覽2019 聖若瑟小學 （页面存档备份，存于）